# React (песня Onyx)
«React» — песня американской хардкор-рэп-группы Onyx. Она была выпущена 2 июня 1998 года лейблами JMJ Records, Rush Associated Labels и Def Jam Recordings как третий сингл из третьего альбома группы Onyx, Shut ’Em Down. В записи песни принял участие рэпер X1, Bonifucco, Still Livin' и тогда неизвестный рэпер 50 Cent.
Спродюсированный Bud’da, сингл «React» был успешным в R&B и рэп-чартах, достигнув 62 места в чарте Hot R&B/Hip-Hop Singles & Tracks и 44 места в чарте Hot Rap Singles в американском журнале Billboard.

## Предыстория
50 Cent упомянул Джем Мастер Джея как человека, который включил его в песню, на страницах его книги From Pieces to Weight: Once Upon a Time in Southside, Queens:
«… Jam Master Jay поместил меня на песню под названием 'React'. В то время, когда мы записали песню, никто не ожидал, что она будет синглом. Они просто включили меня в песню в качестве одолжения Джею, потому что я был новый ниггер в его лагере.»

## Музыкальное видео
Видеоклип на «React» был дебютной работой режиссёра Little X. Премьера нового видео Onyx состоялась в передаче Rap City на американском кабельном телеканале BET 13 июня 1998 года. Концепция видео призывала к тому, чтобы рэперы были хоккеистами. 50 Cent рассказал о своём появлении в видеоролике «React», когда его спросили, когда в последний раз он катался на коньках.
«…Мне нужно было научиться кататься для видео. Я ничего не умел. Я попросил их посадить меня на скамейку штрафников...»
 Видео можно найти на DVD-диске Onyx: 15 лет видео, истории и насилия 2008 года.

## Вражда с 50 Cent началась из-за песни React
Биф между Onyx и 50 Cent начался на концерте Survival Of The Illest в легендарном театре Аполло в Гарлеме, Нью-Йорк. Концерт состоялся 18 июля 1998 года. Когда Onyx отправились на гастроли Survival Of The Illest Tour, они планировали выступать с треком «React», поэтому они взяли с собой рэпера Scarred 4 Life (a.k.a. Clay Da Raider), чтобы тот зачитал куплет 50 Cent. Когда тур остановился в Нью-Йорке, 18 июля 1998 года, Onyx пригласили 50 Cent на их шоу в Аполло, чтобы он зачитал свой куплет. Тем не менее, когда пришло время для 50 Cent, чтобы зачитать куплет, Scarred 4 Life сделал это вместо 50 Cent. После этого инцидента 50 Cent затаил обиду на группу Onyx и выплеснул её в треке «How To Rob» (10 августа 1999 года). Спустя несколько лет 50 Cent начал противостояние с Fredro Starr на репетиции для Vibe Awards в 2003 году. В том же году в интервью Fredro Starr объяснил ситуацию, «50 Cent в основном начал дерьмо со мной, начал драку, и телохранитель растащил нас. Он — слабак. Он неуважительно относится к Jam Master Jay с тех пор, как он умер.» В интервью журналу The Source Фредро Старр сказал, что 50 Cent неуважителен к рэп-группе Onyx, даже несмотря на то, что группа Onyx дала ему его первый прорыв в песне под названием «React» из альбома 1998 года, Shut 'Em Down. В 2008 году в интервью для AllHipHop Фредро сделал комментарий по поводу 50 Cent:
«…50 Cent — умный бизнесмен, и, в конце концов, мы его уважали. Мы поставили его на записи, когда мы были на вершине игры. У него даже не было машины. Мы дали ему уважение с помощью Jam Master Jay. Что мы получили взамен? Кто-то скользко говорит про нас на микстейпах. Про избиение ниггеров. Теперь я чувствую, что это проблема...»

## Релизы

### Список композиций на виниле
Сторона А:
1. «React» (Radio Edit) — 4:25 (Featuring 50 Cent, Bonifucco, Still Livin, X1 [Uncredited])
2. «Broke Willies» (Radio Edit) — 4:08 (Featuring X1 [Uncredited])
3. «Shut 'Em Down» (Remix)- 4:07 (Featuring Big Pun, Noreaga)

Сторона Б:
1. «React» (TV track)- 4:26
2. «Broke Willies» (TV Track) — 4:09
3. «Shut 'Em Down» (Remix) (TV Track) — 4:07

### Список композиций на CD сингле
1. «React» (Radio Edit)- 4:26 (Featuring 50 Cent, Bonifucco, Still Livin, X1 [Uncredited])
2. «Broke Willies» (Radio Edit)- 4:11 (Featuring X1 [Uncredited])
3. «Shut 'Em Down (Remix)» (Radio Edit)- 4:02 (Featuring Big Pun, Noreaga)

Примечания
- Сингловая версия «Broke Willies» сильно отличается по музыке с альбомной версией.

## Сэмплы
- «Eastside Connection» фанк-группы Frisco Disco

Примечания
- LL Cool J является первым рэп-исполнителем, который использовал тот же самый сэмпл в своей песне 1985 года «You’re Rock (Remix)», спродюсированной Риком Рубином.

## Участники записи
- Оникс — исполнитель, вокал, сопродюсер («Broke Willies»)
- Фредро Старр — исполнитель, вокал
- Стики Фингаз — исполнитель, вокал
- Сонни Сиза — исполнитель, вокал
- 50 Cent — исполнитель, вокал
- Бонайфакко — исполнитель, вокал
- Стил Ливин — исполнитель, вокал
- Экс Уан — исполнитель, вокал
- Нориега — исполнитель, вокал
- Биг Пан — исполнитель, вокал
- Бад’да — продюсер («React»)
- Кит Хорн — продюсер («Broke Willies»)
- Дон Эллиотт — запись («Broke Willies»)
- Селф — продюсер («Shut 'Em Down (Remix)»)
- Кен «ДУРО» Айфил — запись, сведение
- Диджей ЛС Уан — запись, сведение, скрэтчи
- Патрик Виала — запись ремикса («Shut 'Em Down (Remix)»)
- Тони Блэк — сведение, запись ремикса («Shut 'Em Down (Remix)»)
- Том Койн — мастеринг

## Чарты

### Еженедельные чарты
| Чарт (1998)                                     | Позиция |
| ----------------------------------------------- | ------- |
| US Hot R&B/Hip-Hop Singles & Tracks (Billboard) | 62      |
| US Hot Rap Singles (Billboard)                  | 44      |